# The Cave Girl (film)
The Cave Girl er en amerikansk stumfilm fra 1921 af Joseph J. Franz.

## Medvirkende
- Charles Meredith som Divvy Bates
- Lillian Tucker som Elsie Case
- Jacob Abrams som Orlando Sperry
- Teddie Gerard som Margot
- Boris Karloff som Baptiste
- Elinor Hancock som Mrs. Georgia Case
- Frank J. Coleman som Rufus Petterson
- Wilton Taylor som J.T. Bates
- John Beck som Rogers